# Overexposed Tour
El Overexposed Tour fue la cuarta gira mundial de la banda de pop estadounidense Maroon 5, a través de América, Asia, Europa y Oceanía.

## Lista de temas
1. "Payphone"
2. "Makes Me Wonder"
3. "Lucky Strike"
4. "Sunday Morning"
5. "If I Never See Your Face Again"
6. "Wipe Your Eyes"
7. "Won't Go Home Without You"
8. "Love Somebody"
9. "Harder to Breathe"
10. "Wake Up Call"
11. "One More Night"
12. "Hands All Over"
13. "Misery"
14. "This Love"
15. "Stereo Hearts"
16. "She Will Be Loved"
17. "Daylight"
18. "Moves Like Jagger"

## Fechas de la gira
| Fecha                    | Ciudad           | País           | Lugar                                 |
| ------------------------ | ---------------- | -------------- | ------------------------------------- |
| América                  |                  |                |                                       |
| 21 de julio de 2012      | Stateline        | Estados Unidos | Harveys Outdoor Arena                 |
| 14 de agosto de 2012     | Monterrey        | México         | Arena Monterrey                       |
| 16 de agosto de 2012     | Ciudad de México | México         | México City Arena                     |
| 12 de agosto de 2012     | Guadalajara      | México         | Auditorio Telmex                      |
| 21 de agosto de 2012     | Ciudad de México | México         | México City Arena                     |
| 24 de agosto de 2012     | Curitiba         | Brasil         | Expotrade Arena                       |
| 25 de agosto de 2012     | Río de Janeiro   | Brasil         | HSBC Arena                            |
| 26 de agosto de 2012     | São Paulo        | Brasil         | Arena Anhembi                         |
| 28 de agosto de 2012     | Lima             | Perú           | Estadio Monumental "U"                |
| 29 de agosto de 2012     | Santiago         | Chile          | Movistar Arena                        |
| 31 de agosto de 2012     | Buenos Aires     | Argentina      | Estadio Arquitecto Ricardo Etcheverri |
| 1 de septiembre de 2012  | Asunción         | Paraguay       | Jockey Club del Paraguay              |
| Asia                     |                  |                |                                       |
| 14 de septiembre de 2012 | Busan            | Corea del Sur  | Sajik Arena                           |
| 15 de septiembre de 2012 | Seúl             | Corea del Sur  | Jamsil Sports Complex                 |
| 18 de septiembre de 2012 | Manila           | Filipinas      | Araneta Coliseum                      |
| 20 de septiembre de 2012 | Kuala Lumpur     | Malasia        | Shah Alam Stadium                     |
| 22 de septiembre de 2012 | Singapur         | Singapur       | Fort Canning Park                     |
| 25 de septiembre de 2012 | Shanghái         | Singapur       | Mercedes-Benz Arena                   |
| 27 de septiembre de 2012 | Hong Kong        | Hong Kong      | AsiaWorld-Arena                       |
| 29 de septiembre de 2012 | Taipéi           | Taiwán         | TWTC Nangang Exhibition Hall          |
| 2 de octubre de 2012     | Tokio            | Japón          | Budokan Hall                          |
| 4 de octubre de 2012     | Yakarta          | Indonesia      | Istora Senayan                        |
| 5 de octubre de 2012     | Yakarta          | Indonesia      | Istora Senayan                        |
| 8 de octubre de 2012     | Bangkok          | Tailandia      | Impact Arena                          |
| Oceanía                  |                  |                |                                       |
| 12 de octubre de 2012    | Melbourne        | Australia      | Rod Laver Arena                       |
| 13 de octubre de 2012    | Sídney           | Australia      | Sydney Entertainment Centre           |
| América                  |                  |                |                                       |
| 29 de diciembre de 2012  | Las Vegas        | Estados Unidos | Mandalay Bay Arena                    |
| 30 de diciembre de 2012  | Las Vegas        | Estados Unidos | Mandalay Bay Arena                    |
| 13 de febrero de 2013    | Columbus         | Estados Unidos | Schottenstein Center                  |
| 14 de febrero de 2013    | Detroit          | Estados Unidos | Palace of Auburn Hills                |
| 16 de febrero de 2013    | New York City    | Estados Unidos | Madison Square Garden                 |
| 17 de febrero de 2013    | Mánchester       | Estados Unidos | Verizon Wireless Arena                |
| 19 de febrero de 2013    | Toronto          | Canadá         | Air Canada Centre                     |
| 20 de febrero de 2013    | Montreal         | Canadá         | Bell Centre                           |
| 22 de febrero de 2013    | Uncasville       | Estados Unidos | Mohegan Sun Arena                     |
| 23 de febrero de 2013    | East Rutherford  | Estados Unidos | Izod Arena                            |
| 25 de febrero de 2013    | Grand Rapids     | Estados Unidos | Van Andel Arena                       |
| 27 de febrero de 2013    | Kansas City      | Estados Unidos | Sprint Center                         |
| 1 de marzo de 2013       | Moline           | Estados Unidos | I Wireless Center                     |
| 3 de marzo de 2013       | Omaha            | Estados Unidos | CenturyLink Center                    |
| 4 de marzo de 2013       | Saint Paul       | Estados Unidos | Xcel Energy Center                    |
| 7 de marzo de 2013       | Calgary          | Canadá         | Scotiabank Saddledome                 |
| 9 de marzo de 2013       | Vancouver        | Canadá         | Rogers Arena                          |
| 11 de marzo de 2013      | Seattle          | Estados Unidos | KeyArena                              |
| 13 de marzo de 2013      | San José         | Estados Unidos | HP Pavilion at San Jose               |
| 15 de marzo de 2013      | Los Ángeles      | Estados Unidos | Staples Center                        |
| 16 de marzo de 2013      | Las Vegas        | Estados Unidos | Mandalay Bay Arena                    |
| 19 de marzo de 2013      | Houston          | Estados Unidos | Toyota Center                         |
| 21 de marzo de 2013      | Dallas           | Estados Unidos | AmericanAirlines Center               |
| 22 de marzo de 2013      | Tulsa            | Estados Unidos | BOK Center                            |
| 24 de marzo de 2013      | Nashville        | Estados Unidos | Bridgestone Arena                     |
| 26 de marzo de 2013      | Birmingham       | Estados Unidos | BJCC Arena                            |
| 27 de marzo de 2013      | Atlanta          | Estados Unidos | Phillips Arena                        |
| 29 de marzo de 2013      | Fort Lauderdale  | Estados Unidos | BankAtlantic Center                   |
| 30 de marzo de 2013      | Orlando          | Estados Unidos | Amway Center                          |
| 1 de abril de 2013       | Jacksonville     | Estados Unidos | Veterans Memorial Arena               |
| 3 de abril de 2013       | Washington D. C. | Estados Unidos | Verizon Center                        |
| 4 de abril de 2013       | Philadelphia     | Estados Unidos | Wells Fargo Center                    |
| 6 de abril de 2013       | Rosemont         | Estados Unidos | Allstate Arena                        |
| 26 de abril de 2013      | Nueva Orleans    | Estados Unidos | Fair Grounds Race Course              |
| Europa                   |                  |                |                                       |
| 8 de enero de 2014       | Birmingham       | Inglaterra     | LG Arena                              |
| 10 de enero de 2014      | Londres          | Inglaterra     | The O2 Arena                          |
| 11 de enero de 2014      | Londres          | Inglaterra     | The O2 Arena                          |
| 13 de enero de 2014      | Mánchester       | Inglaterra     | Phones 4u Arena                       |
| 14 de enero de 2014      | Glasgow          | Inglaterra     | The SSE Hydro                         |
| 16 de enero de 2014      | Dublín           | Irlanda        | The O2                                |
| 19 de enero de 2014      | París            | Francia        | Palais Omnisports de Paris-Bercy      |
| 20 de enero de 2014      | Ámsterdam        | Países Bajos   | Ziggo Dome                            |

### Ganancias
| Lugar                       | City           | Entradas vendidas        | Ganancia    |
| --------------------------- | -------------- | ------------------------ | ----------- |
| Expotrade Arena             | Curitiba       | 9,673 / 9,673 (100%)     | $792,981    |
| HSBC Arena                  | Río de Janeiro | 15,000 / 15,000 (100%)   | $1,218,066  |
| Arena Anhembi               | São Paulo      | 35,000 / 35,000 (100%)   | $2,799,348  |
| Jockey Club                 | Asunción       | 14,000 / 14,000 (100%)   | $720,518    |
| Jamsil Sports Complex       | Seoul          | 23,500 / 23,500 (100%)   | $3,952,137  |
| Mercedes-Benz Arena         | Shanghái       | 10,229 / 10,229 (100%)   | $1,059,014  |
| Sydney Entertainment Centre | Sídney         | 10,401 / 10,401 (100%)   | $941,922    |
| Bell Centre                 | Montreal       | 15,980 / 15,980 (100%)   | $1,137,770  |
| Mohegan Sun Arena           | Uncasville     | 5,556 / 5,556 (100%)     | $452,120    |
| Van Andel Arena             | Grand Rapids   | 11,578 / 11,578 (100%)   | $725,692    |
| Staples Center              | Los Ángeles    | 15,192 / 15,192 (100%)   | $1,071,816  |
| BOK Center                  | Tulsa          | 13,973 / 13,973 (100%)   | $803,004    |
| TOTAL                       | TOTAL          | 180,082 / 180,082 (100%) | $15,674,388 |